# Jéssica Silva
Jéssica Lisandra Manjenje Nogueira Silva (Vila Nova de Milfontes, Portugal; 11 de diciembre de 1994) es una futbolista portuguesa. Juega como delantera y su equipo actual es el Benfica de la Liga BPI de Portugal.

## Clubes
| Club              | País           | Año             |
| ----------------- | -------------- | --------------- |
| Clube Albergaria  | Portugal       | 2011 - 2014     |
| Linköpings F.C.   | Suecia         | 2014            |
| Clube Albergaria  | Portugal       | 2014 - 2016     |
| S.C. Braga        | Portugal       | 2016 - 2017     |
| Levante U.D.      | España         | 2017 - 2019     |
| Olympique de Lyon | Francia        | 2019 - 2021     |
| Kansas City NWSL  | Estados Unidos | 2021 - 2022     |
| Benfica           | Portugal       | 2022 - 2024     |
| Kansas City NWSL  | Estados Unidos | 2024 - presente |

## Palmarés

### Títulos nacionales
| Título                  | Club            | País     | Año     |
| ----------------------- | --------------- | -------- | ------- |
| Copa de Suecia Femenina | Linköpings F.C. | Suecia   | 2013-14 |
| Liga BPI                | Benfica         | Portugal | 2021-22 |